# Ahura Mazda e Ardashir I

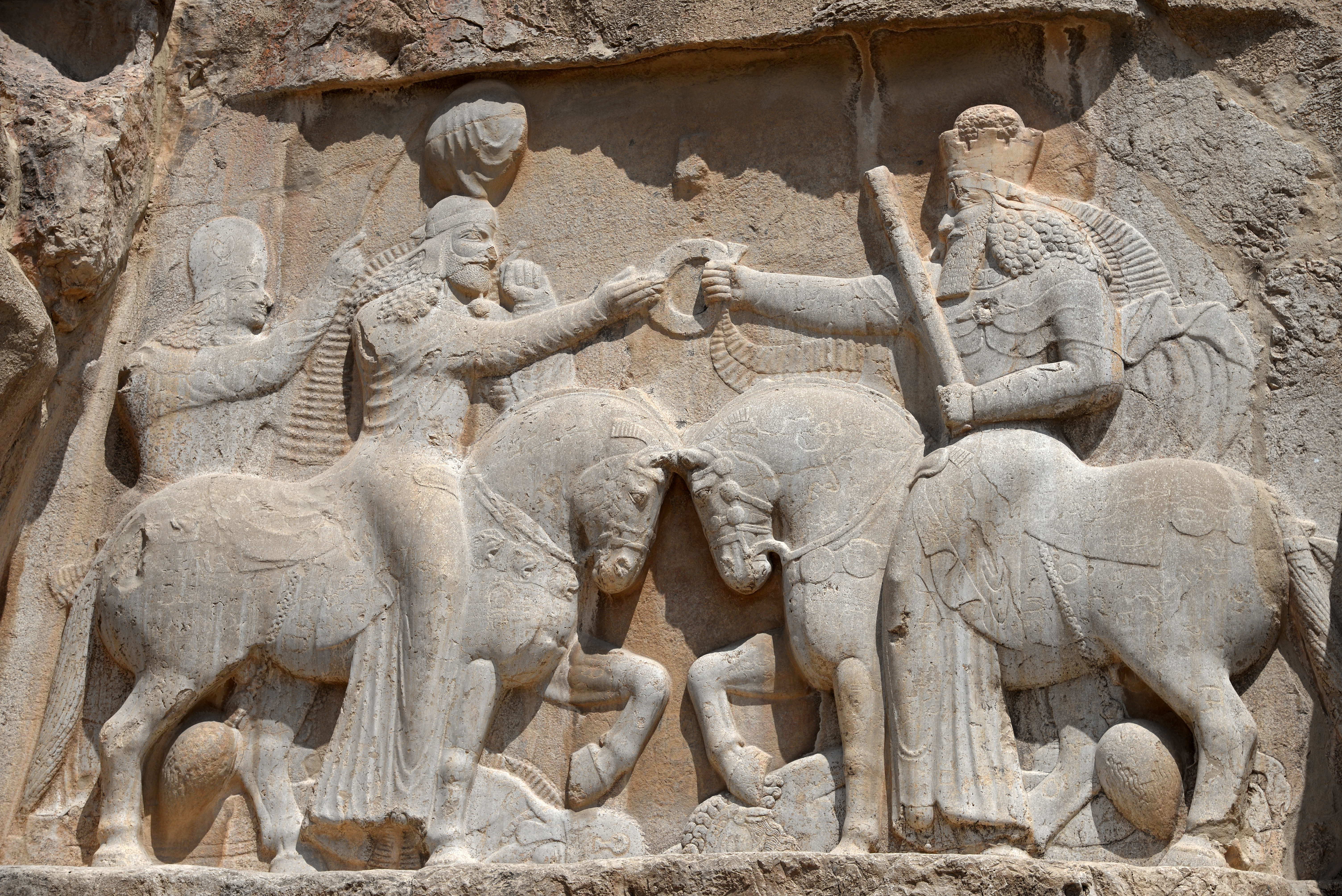
Il rilievo nel 2018

Ahura Mazda e Ardashir I è un rilievo rupestre della Persia sasanide. È anche conosciuto come L'iscrizione di Ardashir-e Babakan e Hormozd o Incoronazione di Ardashir-e Babakan. Questo rilievo è stato scolpito intorno al 235, il che lo rende uno dei più antichi rilievi rupestri sasanidi. Il rilievo è ben conservato in condizioni quasi perfette. Si trova nell'angolo est di Naqsh-e Rostam ed è stato scolpito a 2 metri dal suolo. Il rilievo ha una larghezza di 6,65 m e un'altezza di 2,40 m.
L'iscrizione mostra la cerimonia di incoronazione di Ardashir I in cui riceve il sigillo della sua regalità da Ahura Mazda (o Hormozd) che lo nomina Shahanshah di Ērānshahr. Ardashir I e Ahura Mazda sono entrambi a cavallo, uno di fronte all'altro. In questa scena, Ardashir riceve l'anello della regalità da Ahura Mazda. L'uomo dietro Ardashir sul lato sinistro del rilievo è il sommo sacerdote Kartir. Il cavallo di Ardashir sta calpestando Artabano IV, l'ultimo re dell'Impero partico e il cavallo di Ahura Mazda sta calpestando il cadavere del diavolo.

## Iscrizione
Sul cavallo di Ardashir c'è un'iscrizione in tre lingue: medio persiano, partico e greco. L'iscrizione recita: "Questa è la figura dell'adoratore Mazda, il signore Ardashir, Shahanshah dell'Iran, il cui lignaggio proviene da Gods, il figlio del signore Papak, il re". C'è anche un'altra iscrizione sul cavallo di Ahura Mazda nelle lingue sopra menzionate. La versione greca di questa iscrizione recita: "Questa è la figura del dio Zeus", mentre la versione medio persiana recita: "Questa è la figura del dio Ahura Mazda".
Questa iscrizione sembra essere la più antica del periodo sasanide. Sopra la figura di Ahura Mazda, ci sono altre tre piccole iscrizioni nelle suddette lingue con lo stesso contenuto, che recitano: "Questa è la figura di Ahura Mazda (bagh)".